# 하마다 가쿠
하마다 가쿠(일본어: 濱田 岳, 1988년 6월 28일 ~ )는 일본의 배우로, 도쿄도 출신이며, 스타더스트 프로모션 소속했다.

## 출연

### 극장판 애니메이션
- 2020년 아야와 마녀 - 토마스 역

### 영화
- 2022년 톤비 - 히로사와 역